# Gustavo Adolfo Infante
Gustavo Adolfo Infante Seañez (Ciudad de México, 14 de abril de 1965) es un presentador, conductor y periodista mexicano. Es conocido por sus colaboraciones en las secciones de espectáculos en Grupo Imagen y la cadena de televisión estadounidense de habla hispana Univision.

## Trayectoria
Infante nació el 14 de abril de 1965 en la Ciudad de México. Vivió en la calle Mar Blanco, en Popotla.  Cursó estudios en la Escuela de Periodismo Carlos Septién García, de la cual obtuvo su título de Licenciado en Periodismo en 2022, según el Registro Nacional de Profesionistas de México. Lleva más de 32 años colaborando en el mundo del espectáculo, y en su trayectoria incluye roles como reportero, presentador, columnista, director y conductor.
Su carrera periodística comenzó en 1985 en el programa El Mundo del Espectáculo, de la periodista Pati Chapoy, en el Canal 4 de Televisa. Tiempo después, apareció en programas como Rim Bom Video de Talina Fernández y Furia Musical de Verónica Castro.
En 1997, fue colaborador en Caiga Quién Caiga de TV Azteca, al mismo tiempo que estaba como locutor en Radio 13. También trabajo como presentador sustituto de los programas La oreja y Con todo, ambas de Televisa.
En 2004, se unió a Grupo Imagen para participar en radio con Reporte Última Palabra en el 98.5 FM que se transmitió hasta 2017. Para 2007, en esa misma empresa, empezó a trabajar en televisión como titular de los programas de la extinta señal de Cadenatres, No Lo Cuentes y En Compañía De..., que estuvieron al aire hasta 2015. También fue colaborador del programa Un Nuevo Día de Telemundo.
Actualmente continúa colaborando en Grupo Imagen en el canal Imagen Televisión, formando parte del programa Sale el Sol, siendo conductor de la sección "Pájaros en el Alambre" junto a Ana Maria Alvarado, y es presentador de los programas El minuto que cambió mi destino y De primera mano. Desde 2016 es colaborador del programa El Gordo y la Flaca de Univision.
Entre otras ocupaciones es colaborador del diario del Excélsior, donde mantiene una columna, además de ser director de la revista Teve. También colabora para el periódico de La Crónica de Hoy.

## Vida personal
Infante está casado con Verónica Cuevas, con quien tiene dos hijos.